# Hotel Milanese
O Hotel Milanese é um edifício localizado no centro da cidade de Bauru, no interior do estado de São Paulo, Brasil. Com data de fundação desconhecida, o hotel é considerado um dos mais antigos da cidade.

## Arquitetura
O edifício tem um estilo arquitetônico eclético e possui 2 fachadas tombadas: a fachada frontal junto à Avenida Rodrigues Alves e a fachada lateral junto à rua Monsenhor Claro. O edifício apresenta muita verticalidade com suas pilastras e janelas altas e apresenta uma cornija em toda a volta do edifício. Na fachada frontal, a porta de entrada de caráter monumental começa no nível da calçada e termina no final do piso principal.

## Tombamento
Os estudos sobre o tombamento do hotel Milanese tiveram início em 1996, sob o processo 18034/1996, tendo seu tombamento decretado pelo prefeito Nilson Costa em 10 de setembro de 2003.

## Atualmente
O edifício está abandonado e foi interditado pela Defesa Civil no final de outubro de 2019, pois apresenta risco de desabamento e de queda de vidros e pedaços de alvenaria.